# Залесье (Иване-Пустенская сельская община)
Залесье (укр. Залісся) — село в Иване-Пустенской сельской общине Чортковского района Тернопольской области Украины.
До 2020 года входило в Борщёвский район.
Код КОАТУУ — 6120882901. Население по переписи 2001 года составляло 939 человек.

## Географическое положение
Село Залесье находится на правом берегу реки Збруч,
выше по течению на расстоянии в 4 км расположено село Нивра,
ниже по течению на расстоянии в 1,5 км расположено село Збручанское,
на противоположном берегу — село Шустовцы.

## Объекты социальной сферы
- Школа I—II ст.
- Клуб.
- Фельдшерско-акушерский пункт.